# Ant & Dec
Ant & Dec是英國的一個喜劇組合，成員是安東尼·麥帕特林和德科蘭·當納利，兩人都來自於泰恩河畔新堡。麥帕特林和當納利首次相遇是在兒童節目Byker Grove，之後兩人合作主持了眾多電視節目，並且是2015年全英音樂獎和2016年全英音樂獎的主持人。

## 外部連結
- 官方网站
- Speaker's Corner article（页面存档备份，存于）